# 王肇坤
王肇坤（？—1636年），字亦資，號耕玄，浙江蘭溪縣人。明朝末年政治人物。

## 生平
天啓七年（1627年）丁卯科舉人，崇禎四年（1631年）辛未科進士。都察院观政，授刑部福建司主事，五年江南审决。七年行取，八年授江西道御史，巡视北城。本年出巡山海關、居庸關。崇禎九年（1636年）七月，清兵入喜峰口，肇坤激眾出擊，不敵，退保昌平。清軍圍城，王肇坤與守陵太監王希忠，總兵官巢丕昌，戶部主事王一桂、趙悅，攝知州事保定通判王禹佐分門放守。因有降兵二千為內應，城破，肇坤身負四矢兩刃而死。丕昌出降。一桂、悅、禹佐、希忠及判官胡惟忠、吏目郭永、學正解懷亮、訓導常時光、守備咸貞吉皆遇難。《明史》有傳。

## 延伸阅读
[在维基数据编辑]
 《明史卷二百九十一》，出自《明史》